# Heilig-Kreuz-Kirche (Żagań)

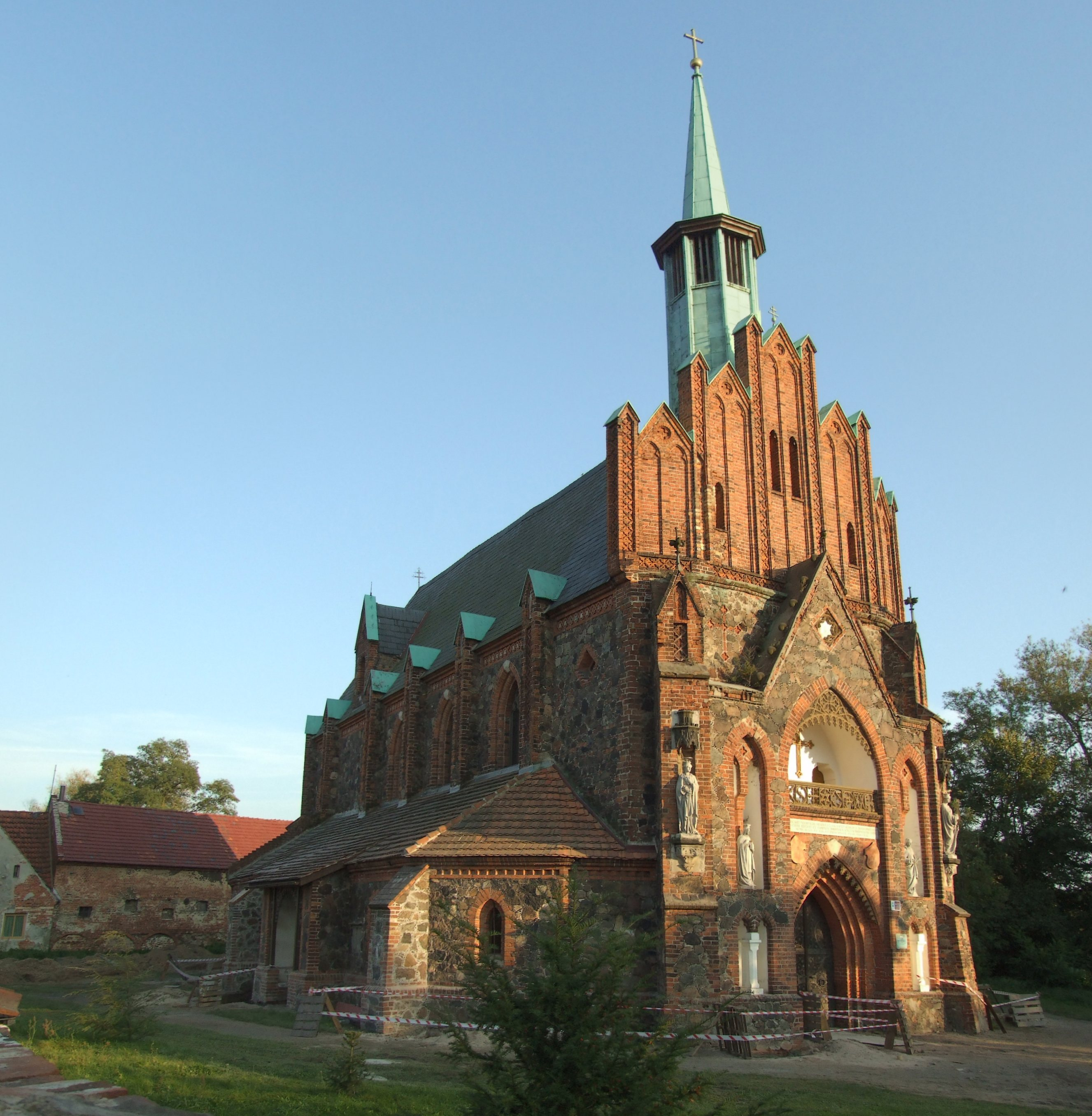
Heilig-Kreuz-Kirche Sagan

Die Heilig-Kreuz-Kirche in Żagań (polnisch Kościół Świętego Krzyża w Żaganiu) ist eine römisch-katholische Filialkirche mit dem Patrozinium Heilig-Kreuz in Żagań (deutsch Sagan) in der Woiwodschaft Lebus in Polen. Sie gehört zur Pfarrei der St.-Josephs-Kirche (Kościół Świętego Józefa) in Żagań im Bistum Zielona Góra-Gorzów. Die Kirche liegt im nordöstlichen Teil des Saganer Schlossparks.

## Geschichte
An der Stelle der späteren Kreuzkirche in der Saganer „Eckertschen Vorstadt“ befanden sich zunächst ein Hospital und eine Kapelle mit dem Patrozinium des hl. Laurentius. Beides wurde 1284 vom Augustiner-Chorherrenstift Sagan übernommen, das in diesem Jahr von Naumburg am Bober nach Sagan verlegt worden war. Der Legende nach soll im Jahre 1332 in der Nähe der Kapelle, am rechten Ufer des Bober, nach einem Hochwasser ein großes Holzkreuz aufgefunden worden sein. Da dem Kreuz heilende Kräfte zugesprochen wurden, erhielt es einen Platz in der Kapelle. Diese wurde 1334–1335 als Fundation der Ehefrau des Saganer Herzogs Heinrich IV., Herzogin Mathilde († 1323), Tochter des Brandenburger Markgrafen Hermann von Brandenburg umgebaut und vergrößert und dem Patrozinium „Heilig Kreuz“ umgewidmet.
Nach dem Dreißigjährigen Krieg diente die Kirche von 1651 bis 1668 als evangelisches Gotteshaus. Anfang des 18. Jahrhunderts wurde der vernachlässigte Bau instand gesetzt und wieder für katholische Gottesdienste genutzt.
1786 gelangte das Herzogtum Sagan an den kurländischen Herzog Peter von Biron. Dessen jüngste Tochter Dorothea von Sagan, die das Herzogtum Sagan 1842 von ihrer Schwester Pauline von Sagan erworben hatte, veranlasste den Umbau der Heilig-Kreuz-Kirche. Er wurde in den Jahren 1845–49 nach einem Entwurf von Dorotheas Hofarchitekten Leonhard Dorst von Schatzberg durchgeführt. An den Seiten des Hauptportals befinden sich kleinere Figuren der Zwölf Apostel und der hll. Hedwig und Elisabeth und an den Innenwänden Epitaphe aus dem 17. bis 19. Jahrhundert. Die Malereien schuf Karl Joseph Begas, die Schnitzereien Bernhard Afinger. Den geschnitzten Hauptaltar, der das Gemälde Kreuzigung enthält, schuf der Bildhauer Karl Lange. Am 29. November 1849 wurde die Kirche vom Breslauer Bischof Melchior Ferdinand Joseph Freiherr von Diepenbrock neu eingeweiht. In den 1930er Jahren wurde der Turm umgebaut. Die Vitrinen von Carl Samuel Scheinert sind nach dem Zweiten Weltkrieg verloren gegangen. Nach 2013 erfolgten konservatorische und Instandsetzungsarbeiten.

## Grablege
Herzogin Dorothea von Sagan bestimmte die Kirche zur Grablege für sich und die katholischen Nachkommen der Familie Biron von Curland.
- An der linken Seite des Altars wurde im Februar 1841 der weiße Sarkophag mit dem Leichnam von Dorotheas ältester Schwester Wilhelmine von Sagan aufgestellt; ihr Herz fand seine letzte Ruhestätte in einer Wandnische.
- 1862 wurde Herzogin Dorothea in der Kirche beigesetzt und
- 1898 deren Sohn Napoleon Louis, Herzog von Sagan

Die Herzoginnen Wilhelmine und Dorothea waren 1827 in Rom zum katholischen Glauben übergetreten.